# الخميس (صعدة)
الخميس هي إحدى قرى الجمهورية اليمنية. وهي تتبع جغرافيًا لمحافظة صعدة. وإداريًا لمديرية حيدان. يبلغ تعداد سكانها 2566 نسمة حسب الإحصاء الذي جرى عام 2004.